# Daiva Lukaševičiūtė-Binkulienė
Daiva Lukaševičiūtė-Binkulienė (* 1968 in der Litauischen SSR) ist eine litauische Notarin,  Vizepräsidentin und ehemalige Präsidentin der Notarkammer Litauens.

## Leben
Daiva Lukaševičiūtė absolvierte 1991 mit Auszeichnung das Diplomstudium an der Rechtsfakultät der Universität Vilnius und arbeitete danach als Juristin und  Administratorin in einem Notarbüro. Am 1. Dezember 1992 wurde sie Notarin im 2. Notarbüro von Vilnius. Später wurde Daiva Lukaševičiūtė ins Präsidium des Bezirks Vilnius der Litauischen Notarkammer und von 1999 bis 2005  ins Präsidium der Notarkammer von Litauen gewählt. Von 21. August 2005 bis 29. März 2008 war Daiva Lukaševičiūtė Präsidentin der litauischen Notarkammer. Seit dem 29. März 2008 ist sie  Vizepräsidentin der Notarkammer. 2014 wurde sie zum dritten Mal von der Generalversammlung der Notaren zur Vizepräsidentin (für den Zeitraum bis 2017) gewählt. 
Von 1999 bis 2004 leitete sie die Notarprüfungen.